# Donaustadion
Het Donaustadion is een voetbal- en atletiekstadion gelegen in de stad Ulm in de Duitse deelstaat Baden-Württemberg in het zuidwesten van Duitsland.
Het is de thuisbasis van het lokale SSV Ulm 1846, dat in het seizoen 2024/2025 in de 2. Bundesliga uitkomt. Het stadion biedt plaats aan 21.500 mensen en is vaak het thuistoneel van het Duitse vrouwenvoetbalelftal. In dit stadion werd de finale van het EK vrouwen 2001 gespeeld, die door de Duitse vrouwen werd gewonnen (1-0 na een golden goal) van Zweden.